# Baldassarre Monti
Baldassarre Monti (Casalmaggiore, 19 aprile 1961 – Sorbolo a Levante, 20 novembre 2008) è stato un pilota motociclistico italiano.

## Carriera
Sarre, così ribattezzato dagli amici e dai sostenitori, cominciò a gareggiare a venticinque anni, nel 1986; due anni dopo si laureò campione italiano sport production e vinse il campionato destinato alle Supertwins. Nel 1989 debuttò nel campionato mondiale Superbike con la Ducati 851 del team ufficiale Squadra Corse Ducati Lucchinelli, piazzandosi ottavo con 99 punti partecipando a 15 gare. Sempre nel 1989 vince il campionato Italiano Superbike. La stagione successiva vide il suo passaggio al team Rumi RCM, in sella ad una Honda RC30 e con compagno di squadra Fred Merkel, al termine del quale si confermò in ottava piazza con 149 punti su 20 gare; in questa stagione ottenne anche la sua prima pole position nella gara di Le Mans.
Nel 1991 fu ridotto in fin di vita da un grave incidente di cui rimase vittima a Zeltweg, nel corso delle prove di qualificazione per il Gran Premio dell'Osterreichring, concludendo perciò il campionato in ventiseiesima posizione con 27 punti. Ripresosi dall'incidente, su una Honda corse pure il campionato mondiale del 1992 che lo vide piazzarsi diciassettesimo con 41 punti su 16 gare. Nella stessa stagione ottenne cinque piazzamenti a podio e chiuse sesto nel campionato europeo. Infine, nel 1993, inizia la stagione con la Ducati 888 del team Red Devils Racing per poi passare a guidare la Yamaha YZF750 del team Yamaha BYRD, correndo undici gare e finendo ventiseiesimo con 23 punti.
Nel 1994, abbandonato il mondiale Superbike, partecipò con il team Rubatto al Tourist Trophy, rimanendo vittima di un pauroso incidente alla curva Sarah's Cottage sul Circuito del Mountain (isola di Man) che lo condusse ad uno stato di coma in cui rimase per tre mesi.  Ritiratosi dall'attività agonistica, tornò stabilmente a Sorbolo, paese di origine della sua famiglia.
Il 20 novembre 2008 ha perso la vita in un incidente stradale a Sorbolo Levante, sulla strada provinciale 20 per Poviglio, a causa di un rovinoso scontro tra la sua motocicletta e una vettura nei pressi di un incrocio.

## Risultati in gara

### Campionato mondiale Superbike
| 1989 | Moto   |  |  |    |   |    |   |   |   |   |    |   |   |     |     |     |     |   |   |  |  |  |  |  |  |  |  | Punti | Pos. |
| ---- | ------ |  |  | -- | - | -- | - | - | - | - | -- | - | - | --- | --- | --- | --- | - | - |  |  |  |  |  |  |  |  | ----- | ---- |
| 1989 | Ducati |  |  | 16 | 5 | NP | 7 | 6 | 6 | 6 | 14 | 7 | 6 | Rit | Rit | Rit | Rit | 4 | 3 |  |  |  |  |  |  |  |  | 99    | 8º   |

| 1990 | Moto  |     |    |    |    |   |    |     |    |   |   |    |    |   |   |   |   |   |   |     |   |  |  |  |  |  |  | Punti | Pos. |
| ---- | ----- | --- | -- | -- | -- | - | -- | --- | -- | - | - | -- | -- | - | - | - | - | - | - | --- | - |  |  |  |  |  |  | ----- | ---- |
| 1990 | Honda | Rit | 11 | 10 | 11 | 9 | 11 | Rit | 14 | 7 | 9 | 11 | 11 | 9 | 5 | 2 | 3 | 4 | 4 | Rit | 2 |  |  |  |  |  |  | 149   | 8º   |

| 1991 | Moto  |     |     |   |     |  |  |   |   |  |  |  |  |  |  |  |  |  |  |  |  |  |  |     |     |  |  | Punti | Pos. |
| ---- | ----- | --- | --- | - | --- |  |  | - | - |  |  |  |  |  |  |  |  |  |  |  |  |  |  | --- | --- |  |  | ----- | ---- |
| 1991 | Honda | Rit | Rit | 6 | Rit |  |  | 8 | 7 |  |  |  |  |  |  |  |  |  |  |  |  |  |  | Rit | Rit |  |  | 27    | 26º  |

| 1992 | Moto  |   |     |    |    |     |     |   |     |   |    |     |     |    |     |     |    |    |    |    |    |     |    |  |  |  |  | Punti | Pos. |
| ---- | ----- | - | --- | -- | -- | --- | --- | - | --- | - | -- | --- | --- | -- | --- | --- | -- | -- | -- | -- | -- | --- | -- |  |  |  |  | ----- | ---- |
| 1992 | Honda | 6 | Rit | 10 | 13 | Rit | Rit | 9 | Rit | 9 | 10 | Inf | Inf | 15 | Rit | Rit | NP | 18 | 15 | NP | NP | Rit | NP |  |  |  |  | 41    | 17º  |

| 1993 | Moto            |     |    |     |    |  |  |   |   |    |     |    |     |  |  |  |  |  |  |     |    |    |    |  |  |  |  | Punti | Pos. |
| ---- | --------------- | --- | -- | --- | -- |  |  | - | - | -- | --- | -- | --- |  |  |  |  |  |  | --- | -- | -- | -- |  |  |  |  | ----- | ---- |
| 1993 | Ducati e Yamaha | Rit | 13 | Rit | 24 |  |  | 8 | 8 | 16 | Rit | 12 | Rit |  |  |  |  |  |  | Rit | NP | NP | NP |  |  |  |  | 23    | 26º  |

| Legenda | 1º posto        | 2º posto            | 3º posto           | A punti      | Senza punti        | Grassetto – Pole position Corsivo – Giro più veloce |
| Legenda | Gara non valida | Non qual./Non part. | Ritirato/Non class | Squalificato | '-' Dato non disp. | Grassetto – Pole position Corsivo – Giro più veloce |